# John Barry
John Barry Prendergast, OBE (York, 3 november 1933 – Oyster Bay, 30 januari 2011) was een Brits componist van voornamelijk filmmuziek. Hij werd vooral bekend door de muziek die hij voor elf James Bondfilms componeerde.
Ook voor tv-series schreef hij vaak de muziek; het bekendst is het thema van The Persuaders.
Hij heeft zeven Oscar-nominaties op zijn naam staan, waarvan hij er vijf heeft mogen verzilveren. Hij ontving voor de film Born Free twee Academy Awards: voor de filmmuziek en de titelsong "Born Free" met Don Black.
Op 21 oktober 2010 werd hem de "Lifetime Achievement Award" toegekend door de World Soundtrack Academy tijdens het Filmfestival van Gent.
Van 1965 tot 1968 was hij gehuwd met Jane Birkin.
Barry overleed op 77-jarige leeftijd aan de gevolgen van een hartaanval.

## Bondsound
De overbekende James Bond Theme uit Dr. No (1962) is gedeeltelijk van zijn hand. Toen de producenten van Dr. No de melodie hoorden die componist Monty Norman voor het begin van de film componeerde, waren zij allerminst tevreden. Ze schakelden John Barry in, die in een noodtempo een nieuwe melodie moest componeren. Norman hielp hem hier een handje bij, door hem een deuntje te overhandigen dat hij ooit had geschreven voor een musical, maar dat nooit werd gebruikt. Barry verwijderde de zangpartij en verving deze door een geheel instrumentale versie, met als resultaat de 'James Bond Theme'. Barry kreeg hier echter een zeer bescheiden bijdrage voor. Toen hij, op eigen kosten, de film in de bioscoop bezocht, schrok hij zich rot - het thema dat hij voor een appel en ei had gecomponeerd kwam keer op keer terug! De producenten van de Bondfilms hebben het ruimschoots goedgemaakt met hem. In totaal heeft hij voor elf Bondfilms de muziek mogen schrijven.
Overigens staat Norman wegens contractuele verplichtingen nog steeds te boek als componist van de James Bond Theme.
Volgens de uitspraak van een rechtszaak tegen The Sunday Times eind vorige eeuw werd de James Bond theme geheel toegeschreven aan Monty Norman. John Barry wordt als arrangeur gezien.

## Filmografie

#### Bondfilms
| Jaar | Titel                           | Opmerkingen |
| ---- | ------------------------------- | --- |
| 1962 | Dr. No                          | filmscore met Monty Norman                                                                                                   |
| 1963 | From Russia with Love           | filmscore |
| 1964 | Goldfinger                      | filmscore en titelsong met Anthony Newley en Leslie Bricusse                                                                 |
| 1965 | Thunderball                     | filmscore, titelsong met Don Black en additional song Mr. Kiss Kiss Bang Bang met Leslie Bricusse                            |
| 1967 | You Only Live Twice             | filmscore en titelsong met Leslie Bricusse                                                                                   |
| 1969 | On Her Majesty's Secret Service | filmscore en additional songs We Have All the Time in the World en Do You Know How Christmas Trees Are Grown? met Hal David  |
| 1971 | Diamonds Are Forever            | filmscore en titelsong met Don Black                                                                                         |
| 1974 | The Man with the Golden Gun     | filmscore en titelsong met Don Black                                                                                         |
| 1979 | Moonraker                       | filmscore en titelsong met Hal David                                                                                         |
| 1983 | Octopussy                       | filmscore en titelsong met Tim Rice                                                                                          |
| 1985 | A View to a Kill                | filmscore en titelsong met Duran Duran                                                                                       |
| 1987 | The Living Daylights            | filmscore, titelsong met Pål Waaktaar en additional songs Where Has Every Body Gone en If There Was a Man met Chrissie Hynde |

#### Andere films
| Jaar                   | Titel                            | Opmerkingen |
| ---------------------- | -------------------------------- | ----------- |
| 1960                   | Never Let Go                     |             |
| 1960                   | Beat Girl                        |             |
| 1962                   | Mix Me a Person                  |             |
| 1962                   | The Amorous Prawn                |             |
| 1964                   | Zulu                             |             |
| 1964                   | Seance on a Wet Afternoon        |             |
| 1964                   | A Jolly Bad Fellow               |             |
| 1965                   | The Ipcress File                 |             |
| 1965                   | The Party's Over                 |             |
| 1965                   | The Knack ...and How to Get It   |             |
| 1965                   | Four in the Morning              |             |
| 1965                   | Mister Moses                     |             |
| 1965                   | King Rat                         |             |
| 1966                   | The Case                         |             |
| Born Free              |                                  |             |
| The Wrong Box          |                                  |             |
| The Quiller Memorandum |                                  |             |
| 1967                   | Dutchman                         |             |
| 1967                   | The Whisperers                   |             |
| 1968                   | Boom!                            |             |
| 1968                   | Petulia                          |             |
| 1968                   | Deathfall                        |             |
| 1968                   | The Lion in Winter               |             |
| 1969                   | The Appointment                  |             |
| Midnight Cowboy        |                                  |             |
| 1970                   | Monte Walsh                      |             |
| 1971                   | The Last Valley                  |             |
| 1971                   | Walkabout                        |             |
| 1971                   | They Might Be Giants             |             |
| 1971                   | Mary, Queen of Scots             |             |
| 1972                   | Follow Me!                       |             |
| 1972                   | Alice's Adventures in Wonderland |             |
| 1973                   | A Doll's House                   |             |
| 1974                   | The Tamarind Seed                |             |
| 1974                   | The Dove                         |             |
| 1975                   | The Day of the Locust            |             |
| 1976                   | Robin and Marian                 |             |
| 1976                   | King Kong                        |             |
| 1977                   | The White Buffalo                |             |
| 1977                   | The Deep                         |             |
| 1977                   | First Love                       |             |
| 1978                   | St. Joan                         |             |
| 1978                   | The Betsy                        |             |
| 1978                   | Game of Death                    |             |
| 1978                   | Starcrash                        |             |
| 1979                   | The Black Hole                   |             |
| 1979                   | Hanover Street                   |             |
| 1980                   | Night Games                      |             |
| 1980                   | Raise the Titanic                |             |
| 1980                   | Somewhere in Time                |             |
| 1980                   | Touched by Love                  |             |
| 1980                   | Inside Moves                     |             |
| 1981                   | The Legend of the Lone Ranger    |             |
| 1981                   | Body Heat                        |             |
| 1982                   | Hammett                          |             |
| 1982                   | Murder By Phone                  |             |
| 1982                   | Frances                          |             |
| 1983                   | High Road to China               |             |
| 1984                   | Mike's Murder                    |             |
| Until September        |                                  |             |
| The Cotton Club        |                                  |             |
| 1985                   | Jagged Edge                      |             |
| 1985                   | Out of Africa                    |             |
| 1986                   | A Killing Affair                 |             |
| 1986                   | Howard the Duck                  |             |
| 1986                   | Peggy Sue Got Married            |             |
| 1987                   | Heart of Fire                    |             |
| 1988                   | Masquerade                       |             |
| 1990                   | Dances with Wolves               |             |
| 1992                   | Ruby Cairo                       |             |
| 1992                   | Chaplin                          |             |
| 1993                   | Indecent Proposal                |             |
| 1993                   | My Life                          |             |
| 1994                   | The Specialist                   |             |
| 1995                   | Cry, the Beloved Country         |             |
| 1995                   | The Scarlet Letter               |             |
| 1995                   | Across the Sea of Time           |             |
| 1997                   | Swept from the Sea               |             |
| 1998                   | Mercury Rising                   |             |
| 1998                   | Playing by Heart                 |             |
| 2001                   | Enigma                           |             |

## Overige producties

### Televisiefilms
| Jaar | Titel                                       | Opmerkingen |
| ---- | ------------------------------------------- | ----------- |
| 1961 | Girl on a Roof                              |             |
| 1973 | The Glass Menagerie                         |             |
| 1975 | Love Among Ruins                            |             |
| 1975 | Eleanor and Franklin                        |             |
| 1977 | Eleanor and Flanklin: The White House Years |             |
| 1977 | The War Between the Tates                   |             |
| 1977 | Young Joe, the Forgotten Kennedy            |             |
| 1977 | The Gathering                               |             |
| 1979 | The Corn Is Green                           |             |
| 1979 | Willa                                       |             |
| 1983 | Svengali                                    |             |

### Documentaires
| Jaar | Titel                      | Opmerkingen |
| ---- | -------------------------- | ----------- |
| 1961 | Falling in Love            |             |
| 1963 | Elizabeth Taylor in London |             |
| 1964 | Sophia Loren in Rome       |             |

## Prijzen en nominaties

### Academy Awards
| Jaar | Titel                | Categorie                           | Uitslag     |
| ---- | -------------------- | ----------------------------------- | ----------- |
| 1967 | Born Free            | Beste filmmuziek                    | Gewonnen    |
| 1967 | Born Free            | Beste filmsong                      | Gewonnen    |
| 1969 | The Lion in Winter   | Beste filmmuziek (niet een musical) | Gewonnen    |
| 1972 | Mary, Queen of Scots | Beste dramatische filmmuziek        | Genomineerd |
| 1986 | Out of Africa        | Beste filmmuziek                    | Gewonnen    |
| 1991 | Dances with Wolves   | Beste filmmuziek                    | Gewonnen    |
| 1993 | Chaplin              | Beste filmmuziek                    | Genomineerd |

### BAFTA Awards
| Jaar | Titel              | Categorie        | Uitslag     |
| ---- | ------------------ | ---------------- | ----------- |
| 1969 | The Lion in Winter | Beste filmmuziek | Gewonnen    |
| 1987 | Out of Africa      | Beste filmmuziek | Genomineerd |
| 1992 | Dances with Wolves | Beste filmmuziek | Genomineerd |
| 2005 | BAFTA Fellowship   | Speciale prijs   | Gewonnen    |

### Emmy Awards
| Jaar | Titel                                       | Categorie                                                         | Uitslag     |
| ---- | ------------------------------------------- | ----------------------------------------------------------------- | ----------- |
| 1964 | Elizabeth Taylor in London                  | Beste samenstellen van de originele muziek voor televisie         | Genomineerd |
| 1977 | Eleanor and Franklin: The White House Years | Beste compositie voor een special (dramatische achtergrondmuziek) | Genomineerd |

### Golden Globe Awards
| Jaar | Titel                 | Categorie        | Uitslag     |
| ---- | --------------------- | ---------------- | ----------- |
| 1965 | From Russia with Love | Beste filmsong   | Genomineerd |
| 1967 | Born Free             | Beste filmsong   | Genomineerd |
| 1969 | The Lion in Winter    | Beste filmmuziek | Genomineerd |
| 1969 | Mary, Queen of Scots  | Beste filmmuziek | Genomineerd |
| 1975 | The Dove              | Beste filmsong   | Genomineerd |
| 1978 | The Deep              | Beste filmsong   | Genomineerd |
| 1981 | Somewhere in Time     | Beste filmmuziek | Genomineerd |
| 1986 | Out of Africa         | Beste filmmuziek | Gewonnen    |
| 1986 | A View to a Kill      | Beste filmsong   | Genomineerd |
| 1991 | Dances with Wolves    | Beste filmmuziek | Genomineerd |
| 1993 | Chaplin               | Beste filmmuziek | Genomineerd |

### Grammy Awards
| Jaar | Titel              | Categorie                                             | Uitslag     |
| ---- | ------------------ | ----------------------------------------------------- | ----------- |
| 1965 | Goldfinger         | Beste muziek voor film of televisieshow               | Genomineerd |
| 1967 | Born Free          | Beste muziek voor film of televisieshow               | Genomineerd |
| 1967 | Born Free          | Beste instrumentale arrangement, voor "Born Free"     | Genomineerd |
| 1967 | Born Free          | Lied van het jaar, voor "Born Free"                   | Genomineerd |
| 1970 | Midnight Cowboy    | Beste instrumentale thema                             | Gewonnen    |
| 1986 | The Cotton Club    | Beste instrumentale jazzuitvoering, bigband           | Gewonnen    |
| 1987 | Out of Africa      | Beste instrumentale compositie                        | Gewonnen    |
| 1992 | Dances with Wolves | Beste instrumentale compositie voor film of televisie | Gewonnen    |

## Hitlijsten

### Albums
| Album met eventuele hitnotering(en) in de Nederlandse Album Top 100 | Datum van verschijnen | Datum van binnenkomst | Hoogste positie | Aantal weken | Opmerkingen |
| ------------------------------------------------------------------- | --------------------- | --------------------- | --------------- | ------------ | ----------- |
| Octopussy                                                           | 1983                  | 13-08-1983            | 39              | 2            | soundtrack  |
| A View to a Kill                                                    | 1985                  | 20-07-1985            | 49              | 1            | soundtrack  |
| Out of Africa                                                       | 1986                  | 29-03-1986            | 20              | 19           | soundtrack  |
| The Living Daylights                                                | 1987                  | 29-08-1987            | 68              | 1            | soundtrack  |
| Dances with Wolves                                                  | 1990                  | 27-04-1991            | 58              | 8            | soundtrack  |
| Indecent Proposal                                                   | 1993                  | 24-07-1993            | 71              | 9            | soundtrack  |

### Singles
| Single met eventuele hitnotering(en) in de Nederlandse Top 40 | Datum van verschijnen | Datum van binnenkomst | Hoogste positie | Aantal weken | Opmerkingen                      |
| ------------------------------------------------------------- | --------------------- | --------------------- | --------------- | ------------ | -------------------------------- |
| Midnight Cowboy                                               | 1969                  | 24-01-1981            | 38              | 3            | Nr. 35 in de Nationale Hitparade |